# Fabio Soli
Fabio Soli (Formigine, 28 settembre 1979) è un allenatore di pallavolo ed ex pallavolista italiano di ruolo palleggiatore, tecnico del Verona e della Slovenia.

## Biografia
Ha ottenuto la laurea magistrale in scienze tecniche dell'attività sportiva presso l'università di Bologna.

## Carriera

### Giocatore
La carriera di Fabio Soli inizia nelle giovanili dell'Audax Casinalbo e della Panini di Modena, formazioni con le quali partecipa anche a due campionati di Serie B2. L'esordio in Serie A2 avviene nella stagione 1998-99 con la maglia del Milano, con cui ottiene, nella seconda annata, la promozione in Serie A1. Dopo un breve ritorno nella squadra di Casinalbo, dove conquista una promozione dalla Serie B2 alla Serie B1, nella stagione 2002-03 viene ingaggiato dall'Iride di Formigine, con cui ottiene la terza promozione della sua carriera, stavolta dalla B1 alla Serie A2, dove gioca nell'annata successiva. Al termine di questa esperienza torna per un biennio nella terza serie nazionale, al La Spezia per il campionato 2004-05 e al Lamezia per quello successivo, tornando quindi a calcare il palcoscenico della serie cadetta nella stagione 2006-07 con la maglia della Reima Crema.
L'esordio nel massimo campionato italiano avviene nell'annata 2007-08, quando con il Modena conquista anche il suo primo e unico trofeo, la Challenge Cup, prima di tornare in Serie B1 nel campionato successivo, quando accetta la proposta dalla Sir Safety con cui raggiunge la finale playoff promozione, persa contro la Robur Angelo Costa.
Rientrato al club di Modena, nuovamente in massima serie, per la stagione 2009-10, in quella seguente torna ancora una volta nella terza serie nazionale, ingaggiato stavolta dall'Universal Carpi, dove chiude la sua carriera da giocatore nel corso del campionato a causa di problemi fisici.

### Allenatore
Dopo aver iniziato a collaborare con il settore giovanile del Modena già dall'inizio della stagione 2010-11, nelle prime settimane del 2011 entra nello staff tecnico della prima squadra del club gialloblù, dapprima a fianco di Silvano Prandi e quindi di Daniele Bagnoli, che segue in Turchia in qualità di vice nell'annata 2012-13 quando il tecnico mantovano viene nominato nuovo allenatore del Fenerbahçe; in tale veste si aggiudica la Supercoppa turca 2012.
In seguito all'esonero di Bagnoli viene promosso primo allenatore nella seconda parte del campionato, giungendo fino alla semifinale scudetto e tornando quindi a ricoprire il ruolo di secondo nella stagione successiva con l'arrivo del tecnico argentino Daniel Castellani.
Dal 2014 è vice di Marco Bonitta nella nazionale italiana femminile, assumendo contemporaneamente l'incarico di primo allenatore dell'Argos di Sora, alla cui guida fa il proprio esordio in panchina in Serie A2 nell'annata 2014-15. Resta in Ciociaria per un biennio culminato con la promozione in Superlega, accettando quindi la proposta della Porto Robur Costa, militante in massima serie, per la stagione 2016-17 dove ritrova Bonitta nel ruolo di direttore generale: le due annate in Romagna culminano con la vittoria della Challenge Cup 2017-18 ai danni dell'Olympiakos.
A partire dall'annata 2018-19 è invece impegnato, sempre in Superlega, come allenatore del Milano; nel corso della terza stagione alla guida della formazione lombarda, nell'ottobre 2020, viene sollevato dall'incarico.
Dopo un periodo di inattività, torna su una panchina di massima serie nel campionato 2021-22, ingaggiato dalla Top Volley Latina; nel gennaio 2022 assume inoltre l'incarico di commissario tecnico della Nazionale estone. Dopo un biennio con la formazione laziale, nella stagione 2023-24 approda alla Trentino, che guida alla vittoria della Champions League.
Nel febbraio del 2025 viene scelto come CT della nazionale maschile slovena.

## Palmarès

### Giocatore
- Challenge Cup: 1

2007-08

### Allenatore
- Campionato italiano: 1

2024-25
- Supercoppa turca: 1

2012
- CEV Champions League: 1

2023-24
- Challenge Cup: 1

2017-18